# Qarayusifli
Qarayusifli (ryska: Караюсифли) är en ort i Azerbajdzjan.   Den ligger i distriktet Bərdə Rayonu, i den centrala delen av landet, 230 km väster om huvudstaden Baku. Qarayusifli ligger 50 meter över havet och antalet invånare är 1 138.
Terrängen runt Qarayusifli är platt, och sluttar brant österut. Närmaste större samhälle är Barda, 8,7 km nordväst om Qarayusifli.
Trakten runt Qarayusifli består till största delen av jordbruksmark. Runt Qarayusifli är det ganska tätbefolkat, med 129 invånare per kvadratkilometer.